# Apatura periommata
Apatura periommata är en fjärilsart som beskrevs av Cabeau 1919. Apatura periommata ingår i släktet Apatura, och familjen praktfjärilar. Inga underarter finns listade i Catalogue of Life.